# André van de Werve de Vorsselaer
André van de Werve de Vorsselaer   (Anvers, 10 d'abril de 1908 - Anvers, 6 d'octubre de 1984) va ser un tirador d'esgrima belga, especialista en floret, que va competir durant les dècades de 1930 i 1940. Formava part de la família van de Werve.
El 1936 va prendre part en els Jocs Olímpics de Berlín, on fou cinquè en la prova del floret per equips del programa d'esgrima. Una vegada finalitzada la Segona Guerra Mundial va prendre part en els Jocs de Londres de 1948, on disputà dues proves del programa d'esgrima. Guanyà la medalla de bronze en la prova de floret per equips, mentre en la prova del floret individual quedà eliminat en sèries.
En el seu palmarès també destaca una medalla de bronze al Campionat del Món d'esgrima de 1947.